# مارک دنیلز
مارک دنیلز (انگلیسی: Marc Daniels؛ ‏ ۲۷ ژانویهٔ ۱۹۱۲ – ۲۳ آوریل ۱۹۸۹) کارگردان، فیلم‌نامه‌نویس و تهیه‌کننده فیلم اهل ایالات متحده آمریکا بود.
از فیلم‌ها یا مجموعه‌های تلویزیونی که وی در آن‌ها نقش داشته‌است، می‌توان به دود اسلحه و با هر نام دیگری اشاره نمود.